# Ösingen
Ösingen (laut Ortstafel und Straßenschildern Oesingen) ist ein Ort von 106 Ortschaften der Gemeinde Reichshof im Oberbergischen Kreis im nordrhein-westfälischen Regierungsbezirk Köln in Deutschland.

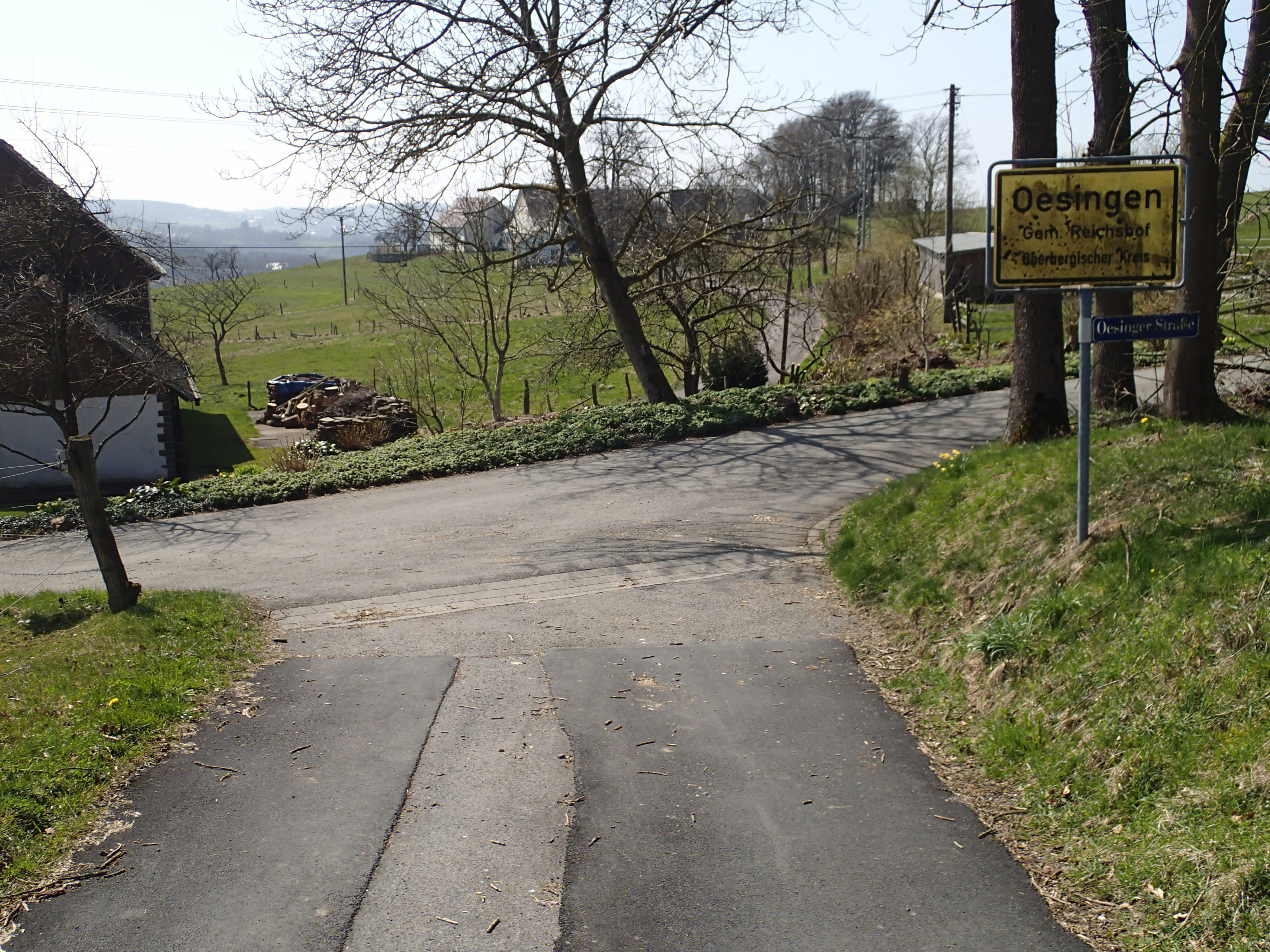
Ortseingang mit Blick auf den Ort

## Lage und Beschreibung
Der Ort liegt südlich der Wiehltalsperre, die nächstgelegenen Zentren sind Gummersbach (15 km nordwestlich), Köln (64 km westlich) und Siegen (39 km südöstlich).

## Geschichte

### Erstnennung
1575 wurde der Ort das erste Mal urkundlich erwähnt: „Alof und Gerhart van Oesingen gehören zu den Zeugen bei einem Grenzumgang .“ 
Die Schreibweise der Erstnennung war Oesingen.
| Bevölkerungsentwicklung | Bevölkerungsentwicklung |
| Jahr                    | Einwohner               |
| ----------------------- | ----------------------- |
| 1946                    | 33                      |
| 1991                    | 19                      |
| 2005                    | 15                      |
| 2006                    | 14                      |
| 2008                    | 13                      |
| 2017                    | 13                      |
| 2018                    | 13                      |
| 2019                    | 15                      |